# Żabianka-Wejhera-Jelitkowo-Tysiąclecia
Żabianka-Wejhera-Jelitkowo-Tysiąclecia (kašubsky Żôbiónka-Wejra-Jelëtkòwò-Tësąclatégò) je přímořská čtvrť města Gdaňsk, která se nachází na pobřeží Gdaňského zálivu Baltského moře v Pomořském vojvodství v Polsku. Čtvrtí protéká Potok Oliwski (Jelitkowski).

## Další informace
Čtvrť vznikla postupným rozšiřováním jejich původně vesnických částí Żabianka (především obytná čtvrť), Wejhera (především obytná čtvrť), Jelitkowo (parky a pláže) a Tysiąclecia (především obytná čtvrť).

## Galerie

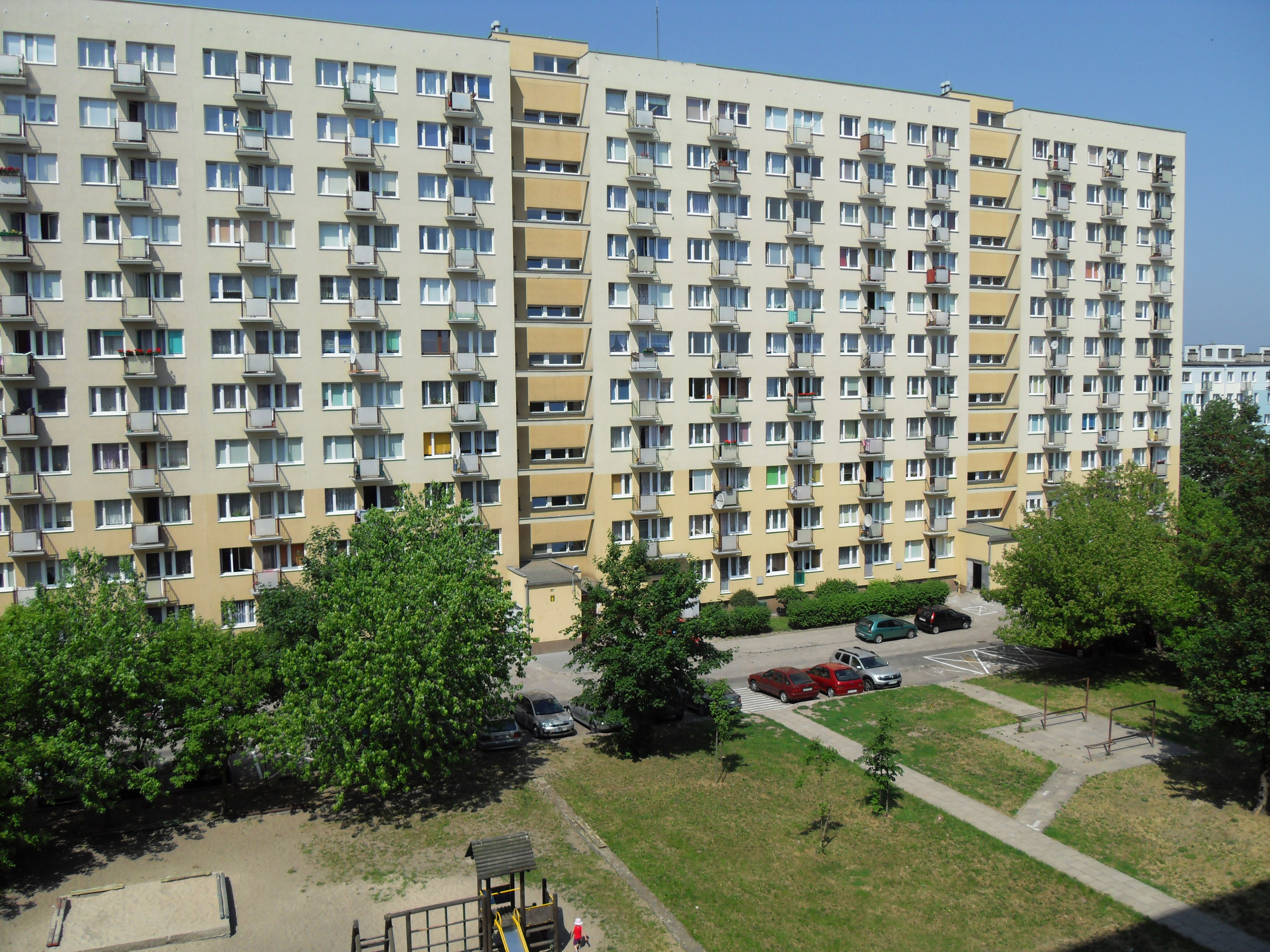
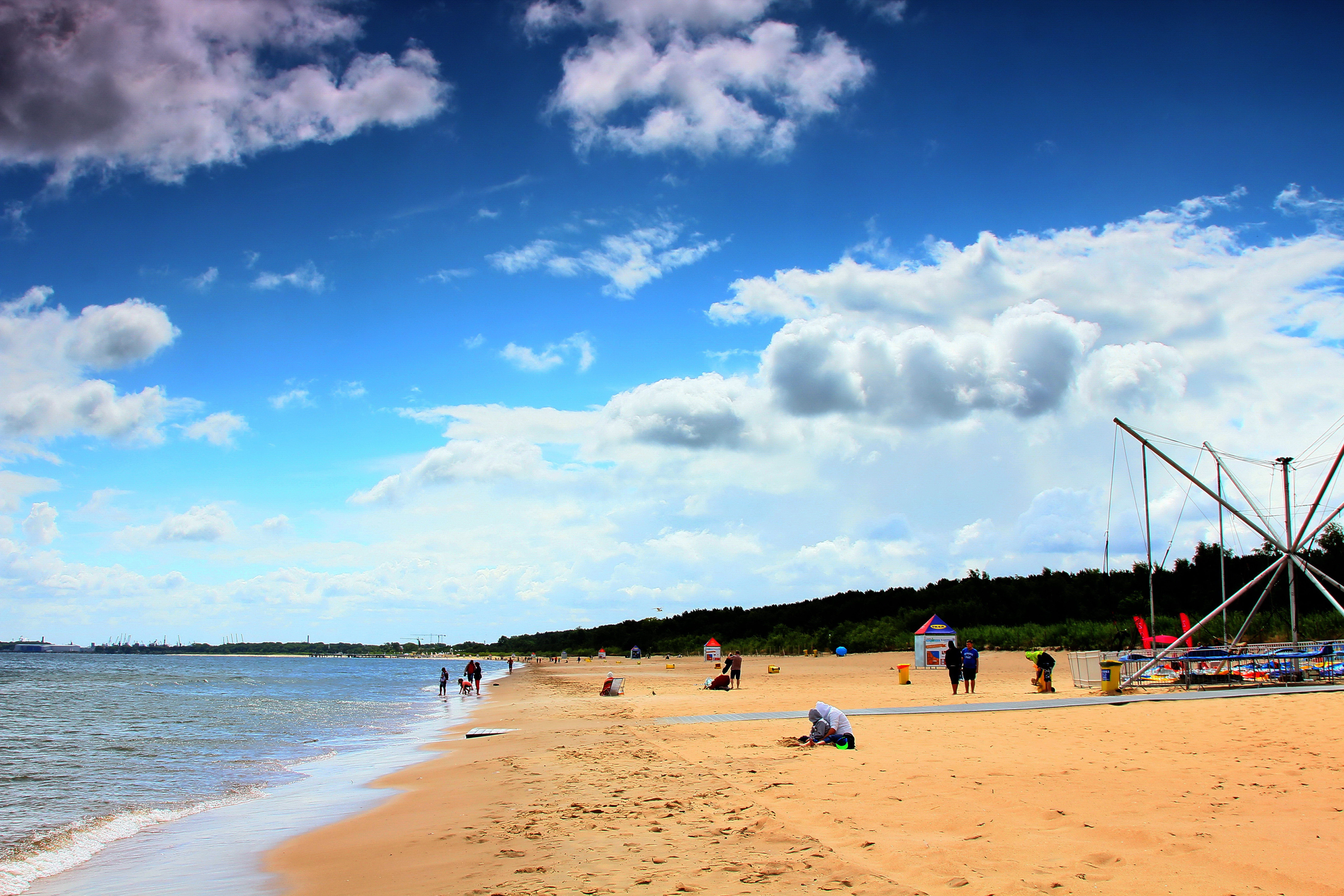
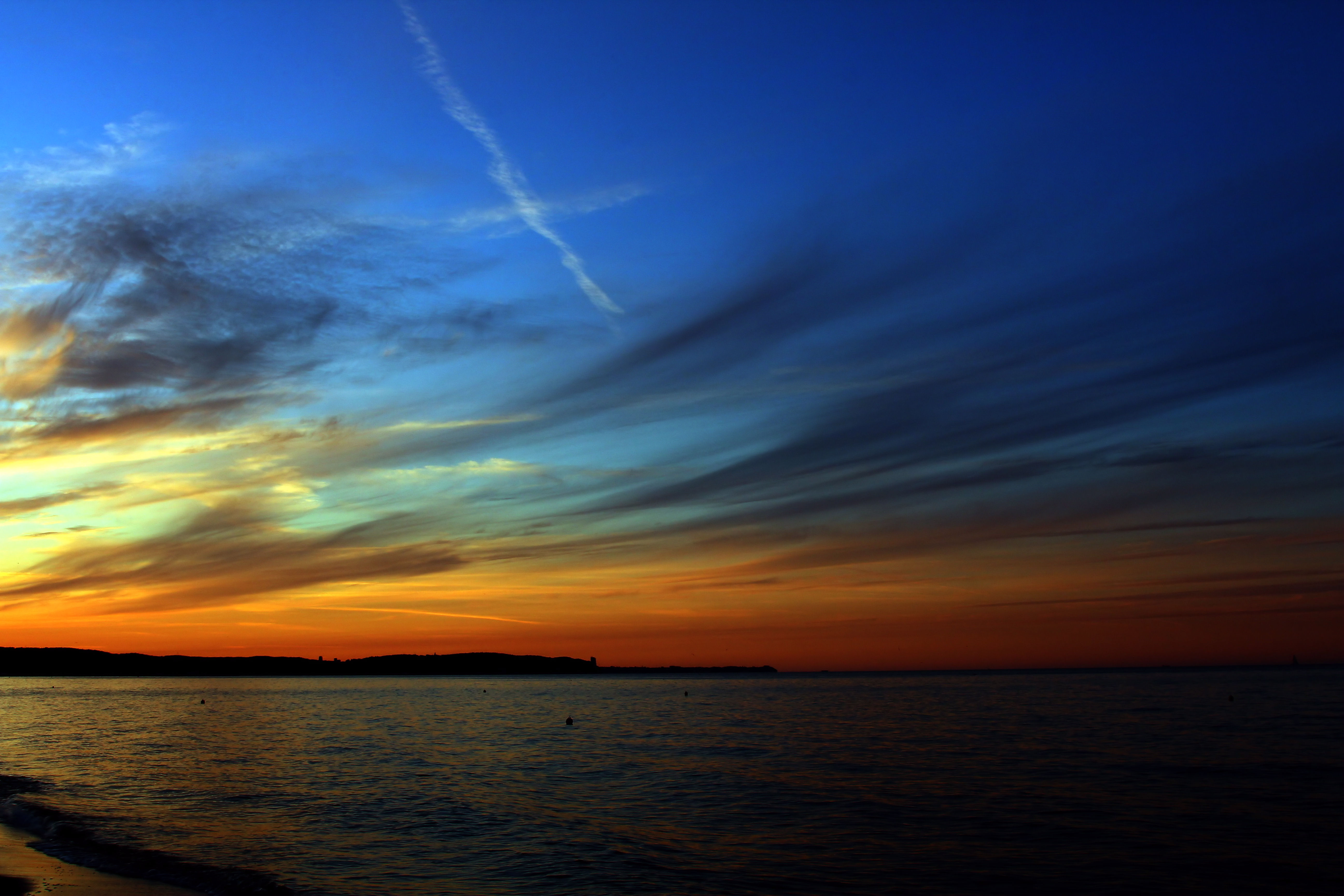
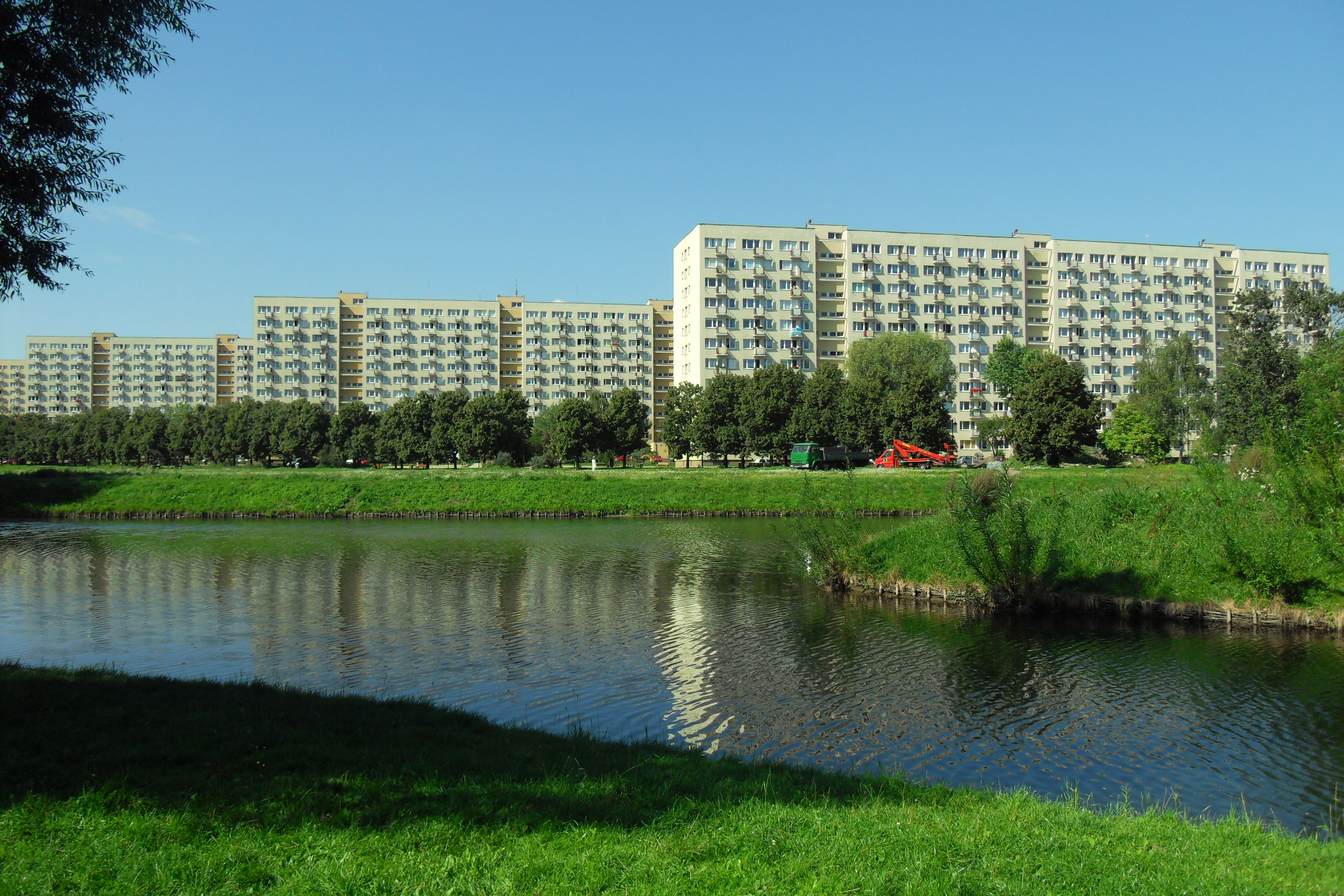
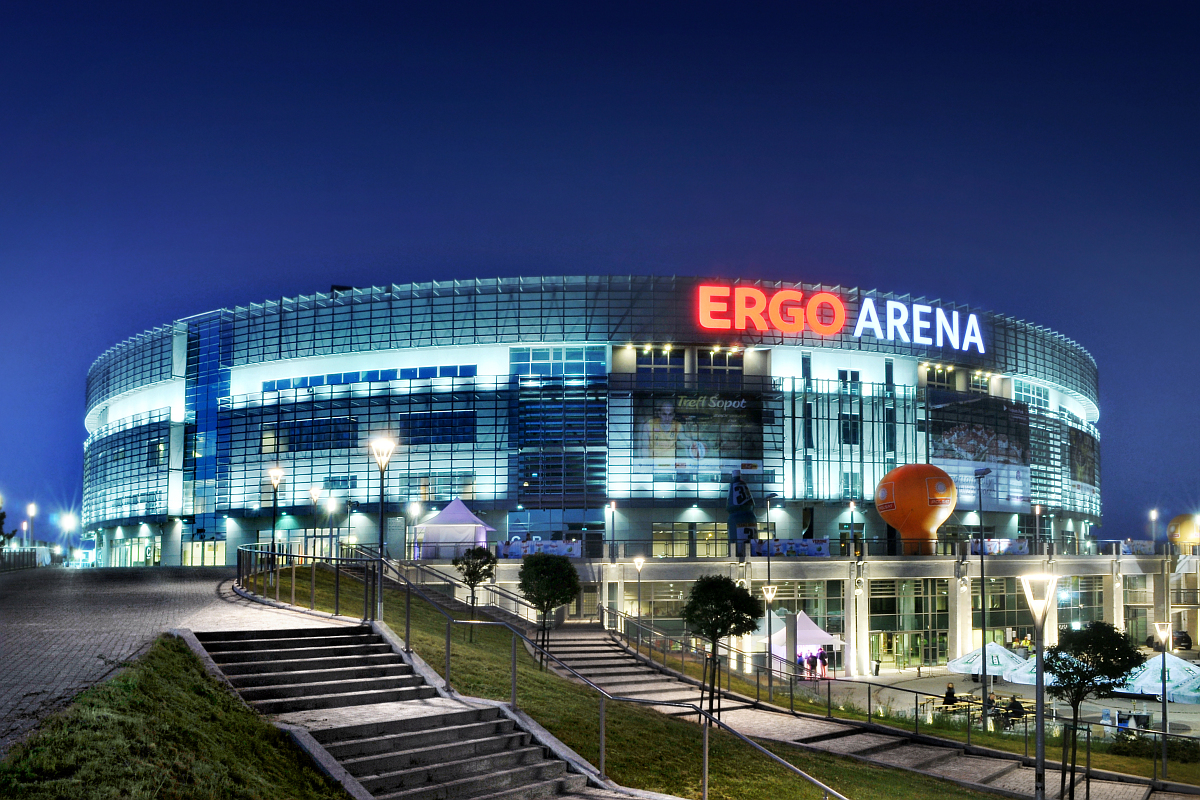